# La Boissière (Eure)
La Boissière es una pequeña localidad y comuna francesa situada en la región de Normandía, departamento de Eure, en el distrito de Évreux y cantón de Saint-André-de-l'Eure.

## Demografía
| 93 | 101 | 86 | 121 | 176 | 225 |
| Para los censos de 1962 a 1999 la población legal corresponde a la población sin duplicidades (Fuente: INSEE [Consultar]) |     |    |     |     |     |

## Administración

### Alcaldes
- Desde marzo de 2008: François Marin Ricci
- De marzo de 2001 hasta marzo de 2008: Jean-Noël Jaubert

## Lugares de interés
El bosque de Méré y la iglesia de Saint-Jacques, del siglo XVI.